# Campeonato de España de Trial
El Campeonato de España de Trial es una competición de trial, regulada por la Federación Española de Motociclismo (RFME) que se disputa desde 1968. También desde 2001 a 2013 existió un Campeonato de España de Trial indoor.

## Palmarés
| Temporada | Campeón          | Motocicleta |
| --------- | ---------------- | ----------- |
| 1968      | Pedro Pi         | Montesa     |
| 1969      | Ignacio Bultó    | Bultaco     |
| 1970      | Ignacio Bultó    | Bultaco     |
| 1971      | Ignacio Bultó    | Bultaco     |
| 1972      | Ignacio Bultó    | Bultaco     |
| 1973      | Fernando Muñoz   | Bultaco     |
| 1974      | Manuel Soler     | Bultaco     |
| 1975      | Manuel Soler     | Bultaco     |
| 1976      | Manuel Soler     | Bultaco     |
| 1977      | Manuel Soler     | Bultaco     |
| 1978      | Toni Gorgot      | Bultaco     |
| 1979      | Toni Gorgot      | Bultaco     |
| 1980      | Toni Gorgot      | OSSA        |
| 1981      | Toni Gorgot      | OSSA        |
| 1982      | Toni Gorgot      | Montesa     |
| 1983      | Toni Gorgot      | Montesa     |
| 1984      | Lluís Gallach    | Merlin      |
| 1985      | Lluís Gallach    | Merlin      |
| 1986      | Jordi Tarrés     | Beta        |
| 1987      | Jordi Tarrés     | Beta        |
| 1988      | Jordi Tarrés     | Beta        |
| 1989      | Jordi Tarrés     | Beta        |
| 1990      | Jordi Tarrés     | Beta        |
| 1991      | Jordi Tarrés     | Beta        |
| 1992      | Jordi Tarrés     | Beta        |
| 1993      | Jordi Tarrés     | Gas Gas     |
| 1994      | Jordi Tarrés     | Gas Gas     |
| 1995      | Marc Colomer     | Montesa     |
| 1996      | Amós Bilbao      | Gas Gas     |
| 1997      | Marc Colomer     | Montesa     |
| 1998      | Marc Colomer     | Montesa     |
| 1999      | Marc Colomer     | Montesa     |
| 2000      | Marc Colomer     | Montesa     |
| 2001      | Dougie Lampkin   | Montesa     |
| 2002      | Albert Cabestany | Beta        |
| 2003      | Dougie Lampkin   | Montesa     |
| 2004      | Adam Raga        | Gas Gas     |
| 2005      | Adam Raga        | Gas Gas     |
| 2006      | Toni Bou         | Beta        |
| 2007      | Adam Raga        | Gas Gas     |
| 2008      | Adam Raga        | Gas Gas     |
| 2009      | Toni Bou         | Montesa     |
| 2010      | Adam Raga        | Gas Gas     |
| 2011      | Toni Bou         | Montesa     |
| 2012      | Toni Bou         | Montesa     |
| 2013      | Toni Bou         | Montesa     |
| 2014      | Toni Bou         | Montesa     |
| 2015      | Toni Bou         | Montesa     |
| 2016      | Toni Bou         | Montesa     |
| 2017      | Toni Bou         | Montesa     |
| 2018      | Toni Bou         | Montesa     |
| 2019      | Toni Bou         | Montesa     |
| 2020      | Adam Raga        | TRRS        |
| 2021      | Jaime Busto      | Vertigo     |
| 2022      | Jaime Busto      | Vertigo     |

### Campeones con más de tres títulos
| Piloto        | Títulos |
| ------------- | ------- |
| Toni Bou      | 11      |
| Jordi Tarrés  | 9       |
| Toni Gorgot   | 6       |
| Adam Raga     | 6       |
| Marc Colomer  | 5       |
| Manuel Soler  | 4       |
| Ignacio Bultó | 4       |